# Csicsókápolna
Csicsókápolna (Căpâlna) település Romániában, Szilágy megyében.

## Fekvése
Szilágy megyében, Nagyilondától délkeletre, Galgó és Kaczkó között, a Szamos jobb partján fekvő település.

## Története
Csicsókápolna (Kápolna) nevét az oklevelek 1437-ben említették először Kápolna mezőváros néven.
1467-ben Kapolnamezew, 1553-ban Kapolna néven volt említve.
Kápolna a Csicsóvár tartozéka volt, és a Bánffy család volt birtokosa.
1467-ben azonban Mátyás király a hűtlenségbe esett Bánffyaktól elvette tőlük és Szerdahelyi Kiss Jánosnak és testvérének adományozta.
1553-ban is Csicsóvár tartozéka volt. Vajdája Maxin János, kenéze Karácson volt.
1608-ban Basta idejében egy csapat Kővárról feldúlta a települést.
1615-ben perecseni Dévay György birtoka volt.
1630-ban Bethlen Gábor idejében a Dévay család által birtokolt falut Gerlay Nagy Benedek Szamosújvárhoz csatoltatta.
1668-ban I. Apafi Mihály fejedelem 1300 forintban Rácz Péter adományozta a települést, mivel ő azt már azelőtt is bírta.
1694-ben a Kincstár birtoka lett.
Az 1700-as években több birtokosa is volt; 1721-ben a Jósika örököséé lett.
1772-ben Kászoni Istvánné Deményi Katalin volt birtokosa.
1820-ban Szamosújvár városáé és Szamosújváré volt még 1898-ban is.
1857-ben 313 lakosa volt, ebből 311 görögkatolikus, 2 zsidó volt.
1891-ben 429 lakosából 2 római katolikus, 415 görögkatolikus és 12 izraelita volt.
Csicsókápolna trianoni békeszerződés előtt Szolnok-Doboka vármegye Nagyilondai járásához tartozott.

## Nevezetességek
- Görögkatolikus fatemploma 1803-ban épült Mihály és Gábor őrangyalok tiszteletére. Anyakönyvet 1826-tól vezetnek.
- 1437 szeptemberében Lépes Lóránd alvajda ide hívta össze az országgyűlést az erdélyi parasztfelkelés idején, és itt kötötte meg a kápolnai uniót a három kiváltságos nemzet; a magyar, székely és szász, mely részben oka lett a később bekövetkezett Erdély különválásának.
- 1848. december 22-én este Bem tábornok parancsnoksága alatt itt ütköztek meg a magyar tüzérek az osztrákokkal, s az osztrákokat megfutamították. Bem tábornoknak ez volt az első diadala Erdélyben.